# Maite Espinosa
María Teresa Espinosa Pozo –conocida como Maite Espinosa– (Barcelona, 28 de julio de 1975) es una deportista española que compitió en atletismo adaptado.
A pesar de haber nacido en Barcelona, a los seis años se trasladó al pueblo de sus padres, Brenes. Al iniciar sus estudios universitarios comenzó a vivir en Sevilla, donde reside en la actualidad. Ganó una medalla de bronce en los Juegos Paralímpicos de Barcelona 1992 en la prueba de 1500 m (clase B1).

## Palmarés internacional
| Juegos Paralímpicos | Juegos Paralímpicos | Juegos Paralímpicos | Juegos Paralímpicos |
| Año                 | Lugar               | Medalla             | Prueba              |
| ------------------- | ------------------- | ------------------- | ------------------- |
| 1992                | Barcelona (España)  | Medalla de bronce   | 1500 m B1           |